# Övertäckt bro

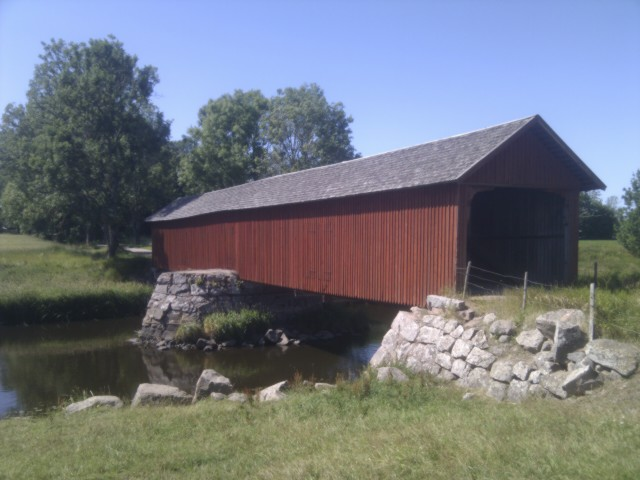
Vaholms bro över Tidan i Västergötland.

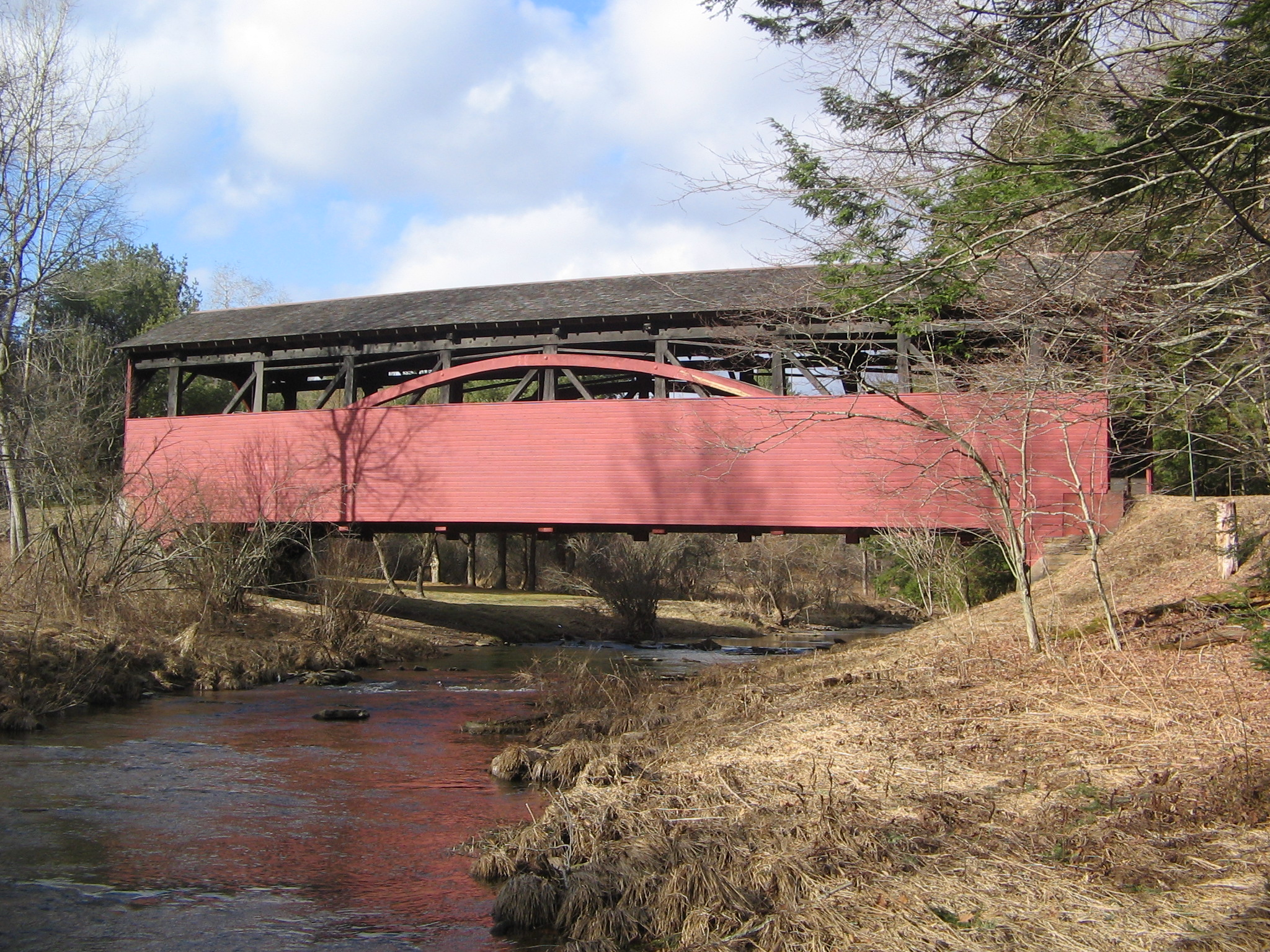
Cogan House Covered Bridge i USA

En övertäckt bro är en brotyp med tak och väggar. Detta skapar nästan full inomhusmiljö. Sådana broar är bland annat vanliga i New England, USA, där allt fler började dyka upp under 1800-talet. Det egentliga syftet är inte som man kan tro att erbjuda resande skydd mot väder och vind, utan att skydda bron själv mot regn och snö och därmed ge den nära fem gånger längre livslängd än en vanlig 'öppen' bro.